# Shin Mina
Shin Mina (* 5. April 1984 in Seongnam als Yang Min-a) ist eine südkoreanische Schauspielerin.

## Karriere
Als Shin Mina die Mittelschule besuchte, machte die zusammen mit Freunden Fotos während eines Schulpicknicks. Diese sendete sie an das Magazin KiKi (키키). So wurde sie von der Zeitschrift als Model ausgesucht. Später trat sie in Werbespots und Musikvideos auf. 2001 gab sie ihr Schauspieldebüt in dem Film Volcano High. Ihren Durchbruch erreichte sie mit dem Gangster-Film Bittersweet Life. Neben ihrer Schauspielkarriere singt Shin Min-a auch oftmals Lieder für Soundtracks zu Fernsehdramen, in denen sie mitspielt. Außerdem veröffentlichte sie ein eigenes Buch mit dem Titel 민아의 프렌치 다이어리 ‚Min-a’s French Diary‘.

## Filmografie

### Filme
- 2001: Volcano High
- 2003: Madeleine
- 2005: A Bittersweet Life
- 2005: Sad Movie
- 2005: The Beast & the Beauty
- 2007: Murim Yeodaesaeng
- 2008: Go Go 70s
- 2009: The Naked Kitchen
- 2009: Jigeum, Idaeroga Joayo
- 2009: A Million
- 2013: The X
- 2014: Gyeongju
- 2014: My Love, My Bride
- 2016: A Quiet Dream
- 2020: Diva

### Fernsehserien
- 2001: Beautiful Days
- 2003: Punch
- 2005: A Love to Kill
- 2007: Ma Wang
- 2010: My Girlfriend Is a Gumiho
- 2012: Arang and the Magistrat
- 2015: Oh my Venus
- 2017: Tomorrow with You
- 2019: Chief of Staff
- 2021: Hometown Cha-Cha-Cha
- 2022: Our Blues
- 2024: No Gain No Love
- 2025: Karma